# Caballo Negro
Caballo Negro es una historieta mexicana creada por Jorge Cavazos en 2005. La historieta se centra en las aventuras del Caballo Negro; cuyo oscuro pasado se va desvelando a lo largo de la serie. Los episodios contienen una connotación sexual muy directa. Temas como el fetichismo, la homosexualidad o el sadomasoquismo son una constante en la trama.

## Personajes Principales
- Caballo Negro: Su pasado es un misterio aunque se van dando claves a lo largo de la historia. Conoce a Isabel y su aventura sexual comienza. Siempre tiene una misión en pro del mundo o de los niños.

- Isabel: La pareja del Caballo Negro; es descrita como la "ninfómana del barrio" o "un monstruo sexual". Su apetito erótico es insaciable. Siempre tiene propuestas nuevas para experimentar con el Caballo Negro. Se gana la vida vendiendo sus tangas por Internet.

- Macoy: Como se describe en la misma serie: "nadie sabe lo que es"; pero en la historieta se dan señales de su homosexualidad. Mantiene una relación con el Caballo Blanco aunque el Caballo Negro es su amor platónico. Trata de fundar la Iglesia Macoísta de los Últimos Anos pero aún no encuentra adeptos.

- Poe: Es un cuervo y en la tira es descrito como "hijoputa de profesión". Es un personaje solitario y antisocial. Gusta de ver a sus amigos en desgracia. Le quitó a Maxwell su omnipotencia.

- Newmann: Es un pingüino genio, con un coeficiente intelectual de 180. Es un geek eternamente enamorado de Molly sin ser correspondido.

- Maxwell: Es un dios creado por Metrónomo. Organizó el apocalipsis y después, por petición de Newmann, lo detuvo.

- Caballo Blanco: Eterno contrincante del Caballo Negro.

- Molly: Es la mística del grupo. Tiene a Satanás encerrado en su sótano.

## Frases
- "¡Ay chiquillo, me voy a cuajar!" - Newmann

- "Para mamadas mejor me voy a casa de tu mamá" - Poe (Parafraseado por Newmann)

- "Dr. Es usted un sucio. Llámeme" - Isabel a su psiquiatra.